# 4425 Bilk
4425 Bilk eller 1967 UQ är en asteroid i huvudbältet, som upptäcktes 30 oktober 1967 av den tjeckiske astronomen Luboš Kohoutek vid Bergedorf-observatoriet. Den har fått sitt namn efter stadsdelen Bilk i Düsseldorf.
Asteroiden har en diameter på ungefär 5 kilometer och den tillhör asteroidgruppen Nysa.